# John Eke
John Wicktor Eke, född 22 mars 1886, död 11 juni 1964, var en svensk löpare.

## Terränglöpning
John Eke vann den första tävlingen han deltog i Sundbybergs terräng klass 1 i april 1908. Han slog därigenom dåvarande eliten av Stockholms terränglöpare. Han flyttade till USA 1909. När han stod i begrepp att flytta till USA 3 juni 1909 fick han Södermalm IK:s meritmedalj i guld och valdes till första och ständig hedersledamot i klubben. Man anordnade en avskedsfest för honom på Nacka värdshus den 5 juni 1909.
När Olympiska spelen 1912 ägde rum i Stockholm återvände Eke till Sverige för att löpa terräng 8 kilometer och 10 000 meter. Som bronsmedaljör på tiden 46.37,6 i terränglöpningen var Eke med och erövrade guldmedaljen i lag till Sverige.
Han avstod från start i finalen på 10 000 meter.